# 小行星8096
小行星8096（8096 Emilezola）是一颗绕太阳运转的小行星，为主小行星带小行星。该小行星于1993年7月发现。

## 轨道参数
小行星8096的轨道半长轴为2.3925623 UA，离心率为0.219。